# ماریا استویانوا
ماریا استویانوا (انگلیسی: Mariya Stoyanova؛ زادهٔ ۱۹ ژوئیهٔ ۱۹۴۷) بازیکن بسکتبال، و سیاستمدار اهل بلغارستان است.
از باشگاه‌هایی که در آن بازی کرده‌است می‌توان به اشاره کرد.